# Juan Arolas Bonet
Juan Arolas Bonet (Barcelona, 22 de junio de 1805-Valencia, 25 de noviembre de 1849) fue un escolapio y poeta español. 

## Biografía
Hijo de comerciantes económicamente desahogados, vivió su niñez en Valencia, donde fue alumno de los Escolapios. Ingresó en esta orden en Peralta de la Sal (1819), según unos forzado por su familia y según otros llevado por una impetuosa vocación. Allí sintió su primer amor por una muchacha de la que se ignora hasta el nombre. Estudió filosofía en Zaragoza y Teología en Valencia, y fue nombrado profesor del Colegio Andresiano (1825-1842) de esta ciudad. Con otros hermanos de su orden, como Vicente Boix y Pascual Pérez Rodríguez, acudía a la tertulia del editor Mariano de Cabrerizo. Ardientemente liberales, Arolas y Pérez fundaron el Diario Mercantil (1833) en defensa de la libertad e Isabel II. Leyó apasionadamente a los románticos ingleses y franceses, y escribió sobre todo leyendas y orientales con una característica sensualidad. Arolas llevaba una vida desordenada escribiendo versos con pasmosa fecundidad y recurriendo a veces al plagio o la paráfrasis para ganar dinero. Fue sumamente famoso en España entera como poeta y no abandonó la orden como Boix por miedo quizá a no encontrar forma de subsistir. Con graves trastornos mentales a partir de 1842, manifestó delirios eróticos que le atormentaban y hubo de ser recluido en una celda, donde murió sin recobrar la razón.

## Obra
Poeta de excesiva facilidad, demasiado fecundo y sin escrúpulos a la hora de plagiar o imitar, amigo de la ornamentación formal y con escaso sentido de la estructura interna del poema, la poesía de Arolas ha sido relegada a un puesto secundario dentro del Romanticismo español. Sus colecciones más importantes de versos son Poesías caballerescas y orientales (Valencia, Cabrerizo, 1840), Poesías pastorales y amatorias (Valencia, Mompié, 1843), Poesías religiosas, caballerescas, amatorias y orientales (Valencia, Mariana y Sanz, 1860).
La clasificación temática de este último título es la que describe su producción, si añadimos además cierto número de poemas festivos ingeniosos y con bastante humor. La poesía amorosa es neoclásica y romántica. La neoclásica refleja influjo de los elegíacos latinos y de los clásicos españoles. La romántica es descaradamente carnal, y en esta la obra maestra es "A una bella", cuyo estribillo es "sé más feliz que yo". Arolas es uno de los poetas más eróticos de la literatura española, y algo de su estilo dejó en Julián del Casal, poeta en conjunto muy superior a él.
La oriental es a veces un pretexto para la exhibición del erotismo reprimido del autor, que tanto le atormentaba. Son monótonos los clichés decorativos y el paisaje posee impronta bíblica.  Destacan narraciones como "Leyenda tártara", "los amores de Semíramis" y "Granada".
La poesía caballeresca o de temas medievales es de tipo narrativo y, con escasa excepciones, se centra en España. Proviene de diversas fuentes históricas y revela influencia de Rivas y José Zorrilla, pero fracasa en la narración de los hechos al ser excesivamente prolijo y monótono, y en lo elemental de los personajes. 
Su obra más interesante es La sílfide del acueducto (Valencia, 1837), de cuatro mil trescientos versos, dedicada a la muchacha de Peralta, a la que llama Leonor. El poema tiene un indudable fondo autobiográfico y de época y cuenta los amores de Hormesinda y Ricardo, frustrados por el ingreso de él en la Cartuja forzado por su padre. Ella consigue llegar a su celda y goza de su amor, pero los descubre el abad, que manda envenenar a Hormesinda y recluir a Ricardo, que muere en su calabozo. Sus almas alcanzan los Campos Elíseos y allí disfrutan del amor que se les negó en la tierra. El poema expresa sus ideales liberales y su protesta contra la represión religiosa.
Escribió su poesía religiosa bajo la inspiración de Lamartine y la Biblia, pero en ella no existe intimismo alguno: se canta el poder y la grandeza del Creador o bien el pecado y la ingratitud del hombre con Dios. Hay poemas de asunto bíblico y otros celebran episodios de la vida de Cristo.